# 気象援助局
気象援助局（きしょうえんじょきょく）は、無線局の種別の一つである。

## 定義
総務省令電波法施行規則第4条第1項第27号に「気象援助業務を行う無線局」と定義している。
この気象援助業務とは、第3条第1項第18号に「水象を含む気象上の観測及び調査のための無線通信業務」と定義している。

## 概要
文字通り、気象観測を行う為の無線機器のことである。また水象も含むので湖沼・河川や海洋の水位・流量観測用の無線機器も含まれる。
主たるものは、ラジオゾンデ及び気象用ラジオ・ロボットである。
当初は気象レーダーも気象援助局として免許されたが、沿革にある通り現在は無線標定陸上局として免許される。

## 免許
種別コードはSM、有効期間は免許の日から5年。
無線局の目的（用途）は「公共業務用」で無線局の目的コードはPUB、通信事項は「気象業務に関する事項(気象警報に関する事項を除く。)で通信事項コードはCWS、気象庁については「気象警報に関する事項」のCWBも加わる。
ラジオゾンデ及び気象用ラジオ・ロボットは特定無線設備の技術基準適合証明等に関する規則により認証された適合表示無線設備であれば、簡易な免許手続が適用され、予備免許や落成検査が省略されて免許される。
- 特定無線設備が制度化される以前は、無線機器型式検定規則による検定に合格した「検定合格機器」によるものが、簡易な免許手続の対象とされていた。

簡易な免許手続の適用外でも、一部を除き登録検査等事業者等による点検ができるので、この結果に基づき落成検査が一部省略される。
用途
局数の推移に見る通り、気象用が多数である。免許人は気象庁その他の気象観測機関である。
続くのは、ダム・湖沼・河川の水位・流量観測をする水防水利道路用（免許人は河川事務所など）である。
その他、電気事業者や宇宙開発事業者などにも免許されている。
電波型式、周波数、空中線電力
ラジオゾンデ及び気象用ラジオ・ロボットの電波型式、周波数、空中線電力については、電波法施行規則第13条の3の2及びこれに基づく告示
により次の中から指定される。
2009年（平成21年）6月25日現在
| 送信設備               | 送信設備                                                                         | 電波型式                                | 周波数                                                       | 空中線電力 |
| ---------------------- | -------------------------------------------------------------------------------- | --------------------------------------- | ------------------------------------------------------------ | ---------- |
| ラジオゾンデ           | (1) 当該ラジオゾンデに特定の動作をさせるための電波を受ける受信設備を附置するもの | K2D V1D V3D                             | 1673MHz 1680MHz 1687MHz                                      | 10W以下    |
| ラジオゾンデ           | (2) (1)以外のもの                                                                | A1D A2D F1D F2D F3D F7D F8D F9D G1D G7D | 403.3MHz～405.7MHz 100kHz間隔                                | 0.2W以下   |
| ラジオゾンデ           | (2) (1)以外のもの                                                                | A1D A2D F1D F2D F7D F8D F9D             | 1673MHz 1680MHz 1687MHz                                      | 1W以下     |
| ラジオゾンデ           | (2) (1)以外のもの                                                                | K2D V1D                                 | 1673MHz 1680MHz 1687MHz                                      | 10W以下    |
| 気象用ラジオ・ロボット | 気象用ラジオ・ロボット                                                           | F1D F2D                                 | 402MHzから406MHzまで                                         | 1W以下     |
| 気象用ラジオ・ロボット | 気象用ラジオ・ロボット                                                           | F1D                                     | 4162.9kHz 4164.7kHz 6244.9kHz 8330.2kHz 8330.8kHz 12482.3kHz | 100W以下   |

これ以外には、日本周辺海域の流向・流速観測用に1764kHz・3W以下を指定するもの

としている。
通信の相手方
「免許人所属の受信設備」である。
表示
適合表示無線設備は技適マークと技術基準適合証明番号又は工事設計認証番号の表示が必須とされ、ラジオゾンデ及び気象用ラジオ・ロボットを表す記号は番号の英字の1-2字目のSYである。
従前は工事設計認証番号にも表示を要した。
なお、ラジオゾンデは従前は無線機器型式検定の対象で、検定合格機器には検定マークと検定番号及び機器の型式名の表示が必須であった。
これを表す記号は検定番号の1字目がMで機器の型式名の1-2字目がMMまたはMSであった。

### 旧技術基準の機器の免許
無線設備規則のスプリアス発射等の強度の許容値に関する技術基準改正

により、旧技術基準に基づく無線設備が条件なしで免許されるのは「平成29年11月30日」まで
、
使用は「平成34年11月30日」まで

とされた。
対象となるのは、
- 「平成17年11月30日」[10]までに製造された機器、型式検定に合格した検定合格機器[11]または認証された適合表示無線設備[12]
- 経過措置として、旧技術基準により「平成19年11月30日」までに製造された機器[13]、型式検定に合格した検定合格機器[14]または認証された適合表示無線設備[15]

である。
新規免許は「平成29年12月1日」以降はできないが、使用期限はコロナ禍により「当分の間」延期された。
詳細は無線局#旧技術基準の機器の使用を参照。
ラジオゾンデ
上記の電波型式、周波数、空中線電力にあるものは、2009年（平成21年）に高度化に伴いデジタル方式を導入した後のものであり、従前の型式（電波型式はアナログ、周波数は404.5MHzおよび1600MHz帯の3波、空中線電力1W以下）のものは、「平成31年6月25日」までを有効期限として免許できるとされた。
ラジオゾンデは、当初は型式検定の対象で、後に技術基準適合証明の対象に移行してデジタル化された。
また、気象援助局用の機器で型式検定の対象であったものは他に無い（沿革を参照）。
技術基準改正の際に検定合格機器は設置が継続される限り検定合格の効力は有効とされたが、アナログ方式のラジオゾンデは、この改正後に周波数割当てが削除されたものである。
つまり、アナログ方式のラジオゾンデは「令和元年6月25日」で免許の有効期限は終了し以後は使用不可である。
気象援助局で使用できる検定合格機器は無いということでもある。

## 操作
気象援助局は、政令電波法施行令第3条第2項第8号に規定する陸上の無線局であり、陸上系の無線従事者による管理（常駐するという意味ではない。）を要するのが原則である。
- 例として、上記の流向・流速観測用であれば第二級陸上特殊無線技士以上の無線従事者を要する。

無線従事者を要しない「簡易な操作」を規定する電波法施行規則第33条及びこれに基づく告示から気象援助局に係わるものを抜粋する。
1990年（平成2年）5月1日現在
- 第8号　その他に別に告示するもの
  - 告示第3項第1号(1)　ラジオゾンデ
  - 告示第3項第1号(2)　気象用ラジオ・ロボット

## 検査
- 落成検査は、上述の通り簡易な免許手続の対象であれば行われず、これ以外でも登録検査等事業者等による点検ができれば一部省略することができる。
- 定期検査は、電波法施行規則第41条の2の6第25号により行われない。
- 変更検査は、落成検査と同様である。

## 沿革
1950年（昭和25年）
- 6月 - 電波法施行規則[23]制定時に定義、気象援助業務が「特別の無線信号を発射して、水理学を含む気象上の観測及び調査を行う業務」と定義
  - 気象援助局の免許の有効期限は免許の日から5年以内と規定された。旧法による気象援助局の免許（無線電信法による気象援助局に相当する施設の許可）の有効期限は電波法施行の日から2年6ヶ月後（昭和27年11月30日）[24]とされ、新法（電波法）による気象援助局の免許の有効期限も同日[25]とされた。
- 10月 - 中央気象台に気象援助業務の実用化試験用として実用化試験局との二重免許で1局が免許[26]

1951年（昭和26年）- 中央気象台に初の気象援助局1局が免許
1952年（昭和27年）- 12月1日に最初の再免許、以降の免許の周期はこの日が起点となる。
1958年（昭和33年）
- 運用開始の届出および免許の公示を要しない無線局に[28]
- 検定合格機器を使用すれば簡易な免許手続の対象に[29]

1960年（昭和35年）- 気象用ラジオ・ロボットの局は無線業務日誌の備付けが不要に

1961年（昭和36年）- 気象援助業務の定義が現行のものとなり免許の有効期間は免許の日から5年に
- 同時にレーダーのみが無線設備である気象援助局は無線標定陸上局とされた。[32]

1962年（昭和37年）- ラジオゾンデが無線機器型式検定の対象に

1964年（昭和39年）- ラジオゾンデは無線業務日誌の備付けが不要に

1977年（昭和52年）- 移動する気象援助局は無線局免許証票を備え付けるものに

1993年（平成5年）- 電波利用料制度化、料額の変遷は下表参照
1999年（平成11年）- ラジオゾンデ及び気象用ラジオ・ロボットが特定無線設備の技術基準適合証明に関する規則（現・特定無線設備の技術基準適合証明等に関する規則）の対象（証明機器（現・適合表示無線設備））に

2000年（平成12年）- ラジオゾンデが無線機器型式検定の対象外に

- 検定合格の効力は有効であり、従前の条件で免許できるとされた。[38]

2009年（平成21年）
- 気象援助局は全て無線業務日誌の備付けが不要に[39]
- ラジオゾンデへの無線局免許証票の備付けが廃止[40]

2013年（平成25年）- 工事設計認証番号にラジオゾンデやび気象用ラジオ・ロボットを表す記号の表示は不要に

2018年（平成30年）- 気象援助局は全て無線局免許証票の備付けが廃止

| 年度         | 総数 | 気象 | 水防水利道路 | 出典                 | 出典                           |
| ------------ | ---- | ---- | ------------ | -------------------- | ------------------------------ |
| 平成11年度末 | 627  | 416  | 168          | 地域・局種別無線局数 | 平成11年度第4四半期末          |
| 平成12年度末 | 670  | 457  | 169          | 地域・局種別無線局数 | 平成12年度第4四半期末          |
| 平成13年度末 | 680  | 444  | 199          | 用途別無線局数       | H13 用途・業務・免許人・局種別 |
| 平成14年度末 | 676  | 458  | 197          | 用途別無線局数       | H14 用途・局種別無線局数       |
| 平成15年度末 | 669  | 451  | 197          | 用途別無線局数       | H15 用途・局種別無線局数       |
| 平成16年度末 | 655  | 439  | 195          | 用途別無線局数       | H16 用途・局種別無線局数       |
| 平成17年度末 | 587  | 377  | 195          | 用途別無線局数       | H17 用途・局種別無線局数       |
| 平成18年度末 | 566  | 354  | 195          | 用途別無線局数       | H18 用途・局種別無線局数       |
| 平成19年度末 | 549  | 340  | 195          | 用途別無線局数       | H19 用途・局種別無線局数       |
| 平成20年度末 | 559  | 342  | 193          | 用途別無線局数       | H20 用途・局種別無線局数       |
| 平成21年度末 | 468  | 254  | 180          | 用途別無線局数       | H21 用途・局種別無線局数       |
| 平成22年度末 | 476  | 262  | 180          | 用途別無線局数       | H22 用途・局種別無線局数       |
| 平成23年度末 | 482  | 269  | 180          | 用途別無線局数       | H23 用途・局種別無線局数       |
| 平成24年度末 | 459  | 249  | 177          | 用途別無線局数       | H24 用途・局種別無線局数       |
| 平成25年度末 | 462  | 251  | 178          | 用途別無線局数       | H25 用途・局種別無線局数       |
| 平成26年度末 | 457  | 264  | 160          | 用途別無線局数       | H26 用途・局種別無線局数       |
| 平成27年度末 | 485  | 292  | 160          | 用途別無線局数       | H27 用途・局種別無線局数       |
| 平成28年度末 | 487  | 294  | 160          | 用途別無線局数       | H28 用途・局種別無線局数       |
| 平成29年度末 | 483  | 297  | 160          | 用途別無線局数       | H29 用途・局種別無線局数       |
| 平成30年度末 | 479  | 298  | 155          | 用途別無線局数       | H30 用途・局種別無線局数       |
| 令和元年度末 | 461  | 280  | 155          | 用途別無線局数       | R01 用途・局種別無線局数       |
| 令和2年度末  | 467  | 286  | 155          | 用途別無線局数       | R02 用途・局種別無線局数       |
| 令和3年度末  | 465  | 284  | 155          | 用途別無線局数       | R03 用途・局種別無線局数       |
| 令和4年度末  | 396  | 266  | 106          | 用途別無線局数       | R04 用途・局種別無線局数       |
| 令和5年度末  | 417  | 287  | 106          | 用途別無線局数       | R05 用途・局種別無線局数       |

電波利用料額
電波法別表第6第1項の「移動する無線局」が適用される。
| 年月                                | 料額  |
| ----------------------------------- | ----- |
| 1993年（平成5年）4月                | 600円 |
| 1997年（平成9年）10月               | 600円 |
| 2006年（平成18年）4月               | 600円 |
| 2008年（平成20年）10月              | 400円 |
| 2011年（平成23年）10月              | 500円 |
| 2014年（平成26年）10月              | 600円 |
| 2017年（平成29年）10月              | 600円 |
| 2019年（令和元年）10月              | 400円 |
| 2022年（令和4年）10月               | 400円 |
| 注 料額は減免措置を考慮していない。 |       |